# Indonezja na Letnich Igrzyskach Olimpijskich 2004
Indonezja wzięła udział w XXVIII Letnich Igrzyskach Olimpijskich w Atenach. Był to 12 start Indonezyjczyków na letnich igrzyskach olimpijskich.

## Zdobyte medale
| Medal  | Zawodnik                | Dyscyplina sportowa  | Konkurencja             |
| ------ | ----------------------- | -------------------- | ----------------------- |
| Złoto  | Taufik Hidayat          | Badminton            | gra pojedyncza mężczyzn |
| Srebro | Raema Lisa Rumbewas     | Podnoszenie ciężarów | do 53 kg kobiet         |
| Brąz   | Sony Dwi Kuncoro        | Badminton            | gra pojedyncza mężczyzn |
| Brąz   | Eng Hian Flandy Limpele | Badminton            | gra podwójna mężczyzn   |